# Romuald Marczyński

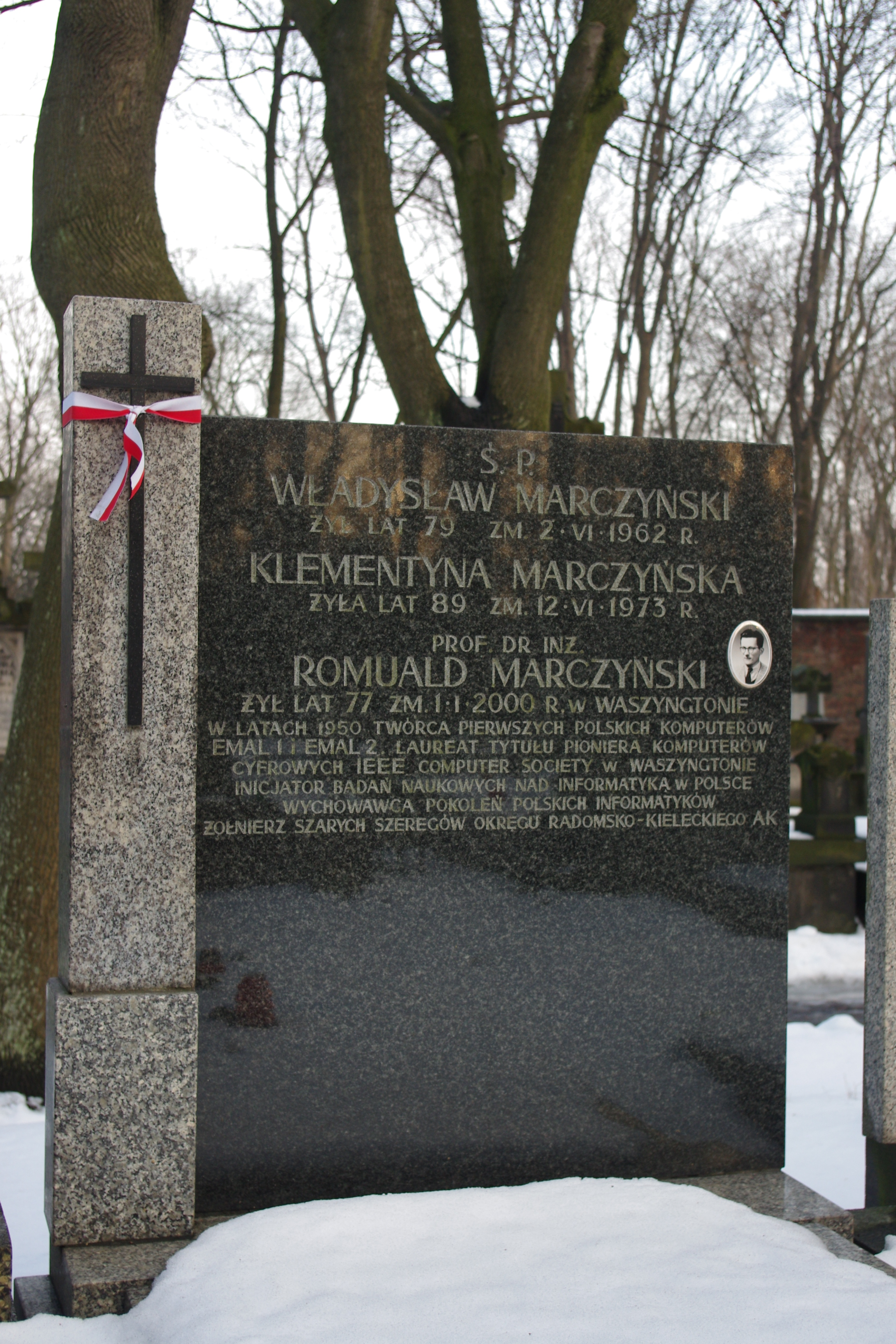
Grób matematyka Romualda Marczyńskiego na cmentarzu Powązkowskim w Warszawie

Romuald Marczyński (ur. 1921 w Skarżysku-Kamiennej, zm. 1 stycznia 2000 w Waszyngtonie) – profesor, matematyk, pionier polskiej informatyki technicznej. Jeden z pierwszych w Polsce, który zauważył celowość przetłumaczenia francuskiego terminu l'informatique na polski termin informatyka.

## Życiorys
Liceum ukończył tuż przed wojną. W roku 1946 zaczął studiować w Wydziale Elektrycznym Politechniki Warszawskiej. W 1948 roku zaczął pracować w Grupie Aparatów Matematycznych.
Twórca pierwszego, niedokończonego, polskiego komputera elektronicznego EMAL1 (następnym, ukończonym komputerem był EMAL2, który tworzył głównie z Kazimierzem Balakierem, Andrzejem Harlandem i Lesławem Niemczyckim). Oprócz tych komputerów utworzył XYZ i BINEG. Pomagał też tworzyć komputery ODRA. Spoczywa na cmentarzu Powązkowskim w Warszawie (kw. K-2-26).

## Odznaczenia
Został odznaczony Krzyżem Komandorskim Orderu Odrodzenia Polski, Srebrnym Krzyżem Zasługi (1954).